# Foula
Foula – wyspa w północno-wschodniej Szkocji, na Oceanie Atlantyckim, w archipelagu Szetlandów. Jest to jedna z najbardziej odizolowanych zamieszkanych wysp Wielkiej Brytanii, oddalona od najbliższej wyspy Mainland o 22 km, a od stałego lądu o 172 km. Liczy około 30 mieszkańców (2017).
Powierzchnia wyspy wynosi 13,01 km². Znaczną część wyspy zajmują wzgórza, z których najwyższe, Da Sneug, wznosi się 418 m n.p.m.. Wzdłuż zachodniego wybrzeża rozciągają się pasmo klifów, sięgających 366 m wysokości.
Foula jest ważnym siedliskiem ptaków. Gniazdują tu m.in. wydrzyk wielki, wydrzyk ostrosterny, rybitwa popielata, mewa trójpalczasta, nur rdzawoszyi, maskonur zwyczajny, nurzyk zwyczajny, alka zwyczajna, kormoran czubaty, fulmar zwyczajny, głuptak zwyczajny, nawałnik duży, nawałnik burzowy i burzyk północny. Na wybrzeżu spotyka się foki pospolite i szarytki morskie, a w okolicznych wodach orki oceaniczne i morświny zwyczajne.
Nazwa wyspy oznacza w języku staronordyjskim „wyspę ptaków”.
Wyspa posiada połączenie promowe i lotnicze z wyspą Mainland. Lotnisko na wyspie otwarte zostało w latach 70. XX wieku.